# Косматец
Косматец, още Косматица или Косматац (на македонска литературна норма: Косматац; на албански: Kosmataci), е село в Северна Македония, в община Куманово.

## География
Селото е разположено в областта Овче поле в северното подножие на планината Манговица.

## История
В края на XIX век Косматец е помашко село в Кумановска каза на Османската империя. Според статистиката на Васил Кънчов („Македония. Етнография и статистика“) от 1900 година Косматица е село, населявано от 250 жители българи мохамедани.
Според преброяването от 2002 година селото има 41 жители, всички северномакедонци.

## Личности
Починали в Косматец
- Никола Данев Данев, български военен деец, полковник, загинал през Втората световна война[3]